# Bergkamen
Bergkamen – niemieckie miasto położone w kraju związkowym Nadrenia Północna-Westfalia, w rejencji Arnsberg, w powiecie Unna, w Zagłębiu Ruhry Powierzchnia miasta wynosi 44,84 km², liczba ludności 50 587 (2010). 

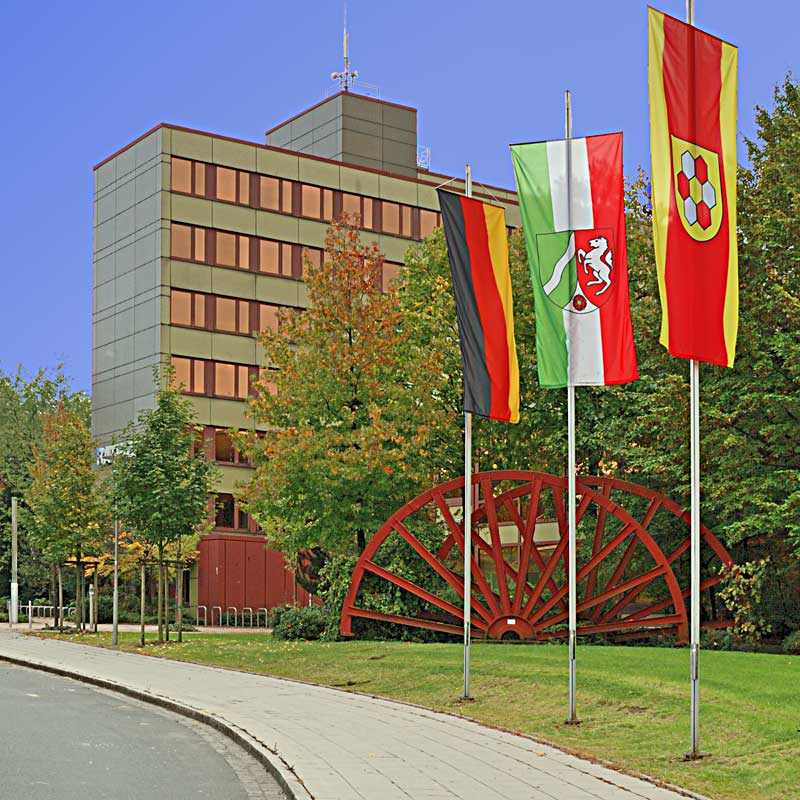
Ratusz w Bergkamen

W mieście rozwinął się przemysł chemiczny oraz metalowy.

## Współpraca
Miejscowości partnerskie:
- Gennevilliers, Francja
- Hettstedt, Saksonia-Anhalt
- Taşucu, Turcja
- Wieliczka, Polska
- Xi’an, Chiny